# Кыдыралиев, Умбеталы Токторалиевич
Кыдыралиев Умбеталы Токторалиевич — государственный и политический деятель, депутат Жогорку Кенеша VI созыва, член Конституционного совещания, дипломат, председатель правления ОАО «Кыргызалтын», президент Федерации бокса Кыргызской Республики. Член совета директоров ЗАО «Кумтор Голд Компани». Награждён медалью «Данк», правительственной грамотой Правительства Кыргызской Республики. Мастер спорта СССР. Президент Национального олимпийского комитета Кыргызской Республики (2024)

## Биография
В 1990 году окончил Луцкий государственный университет.
В 1995 году получил второе высшее образование в Кыргызском государственном университете по специальности «Юриспруденция».
В 2005 году завершил обучение в Академии при Президенте Кыргызской Республики по специальности «Государственное управление и местное самоуправление».
В 2000 году — президент Национальной федерации бокса Кыргызской Республики.
В 2004—2005 годах — директор Центра олимпийской подготовки сборных команд Кыргызской Республики.
В 2005 году — заместитель председателя Государственного комитета Кыргызской Республики по туризму, спорту и молодёжной политике.
В 2004 году — депутат Бишкекского городского кенеша.
В 2006—2010 годы — генеральный консул Кыргызской Республики в Республике Казахстан.
В 2011—2012 годах — директор Государственного агентства по физической культуре и спорту при Правительстве Кыргызской Республики.
В январе 2015 года — избран депутатом Жогорку Кенеша VI созыва от партии «Республика — Ата-Журт».
Член Комитета по топливно-энергетическому комплексу и недропользованию Жогорку Кенеша.
Заместитель председателя фракции «Республика — Ата-Журт» (2015—2021).
С 10 августа 2021 по 11 апреля 2022 года — председатель правления ОАО «Кыргызалтын».
С февраля 2022 года — президент Федерации бокса Кыргызской Республики.
Член совета директоров ЗАО "Кумтор Голд Компани С декабря 2024-го года Президент Национального Олимпийского Комитета КР. Личная жизнь:
Женат, отец четверых детей.